# Amphisbaena leali
Espèce
Amphisbaena leali est une espèce d'amphisbènes de la famille des Amphisbaenidae.

## Répartition
Cette espèce est endémique d'Haïti. Elle se rencontre dans la péninsule de Tiburon.

## Étymologie
Cette espèce est nommée en l'honneur de Manuel Leal.

## Publication originale
- Thomas & Hedges, 2006, « Two New Species of Amphisbaena (Reptilia: Squamata: Amphisbaenidae) from the Tiburon Peninsula of Haiti », Caribbean Journal of Science, vol. 42, no 2, p. 208-219 (texte intégral).